# Djéhoutyhotep
Djéhoutyhotep est un nomarque du quinzième nome de Haute-Égypte qui a vécu pendant les règnes d'Amenemhat II, Sésostris II et Sésostris III.

## Généalogie
Djéhoutyhotep est « enfant du Kep », c'est-à-dire qu'il est éduqué avec les enfants d'Amenemhat II au palais royal. Puis il est « ami unique » de Sésostris II. Sur la façade de sa tombe, on peut lire ses titres :
- Prince héréditaire, trésorier du roi de Basse-Égypte, ami unique, connu du roi, grand chef du nome du lièvre, chef des hauts offices, prince de Nekheb, celui qui appartient à Nekhen, contrôleur du contenu du palais ;
- Supérieur des prêtres, grand des cinq dans le temple de Thot, régulateur des deux trônes, supérieur des mystères des temples, supérieur des mystères du dieu dans ses places sacrées, supérieur des mystères des secrets divins, directeur des offrandes divines, supérieur de tous les prêtres-sem, qui a pouvoir sur les dieux, prêtre de Maât.

## Sépulture
Sa tombe est la plus grande de toutes celles trouvées dans la nécropole de Deir el-Bersha. Elle a été très endommagée par un tremblement de terre survenu dans l'antiquité ; l'antichambre est entièrement effondrée.
C'est sous le règne de Sésostris III que la tombe a été achevée, à la mort de Djéhoutyhotep. En plus des inscriptions gravées nommant les trois souverains sous lesquels a servi ce puissant nomarque, on y trouve les noms des principaux maîtres d'œuvre, le directeur des travaux, un nommé Sep, fils de Ab-kaou et le décorateur principal, Amenânkhou.

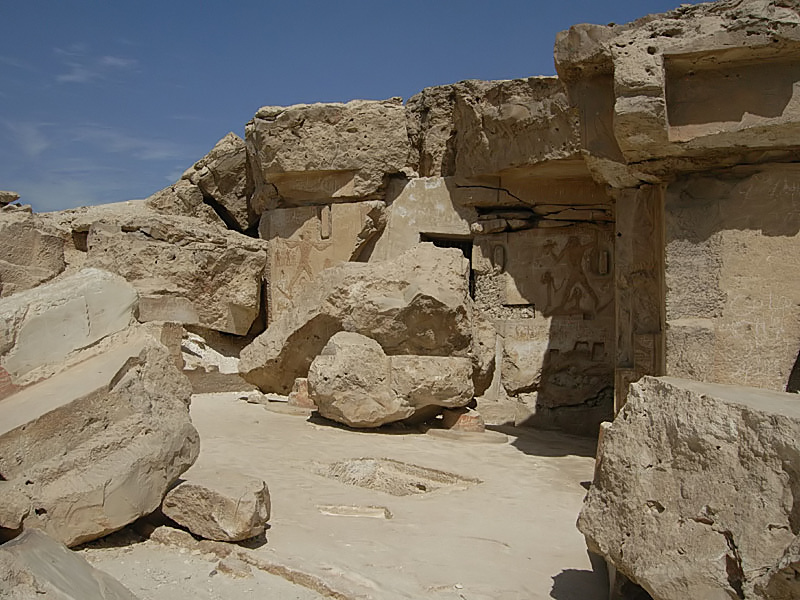
Entrée de la sépulture.
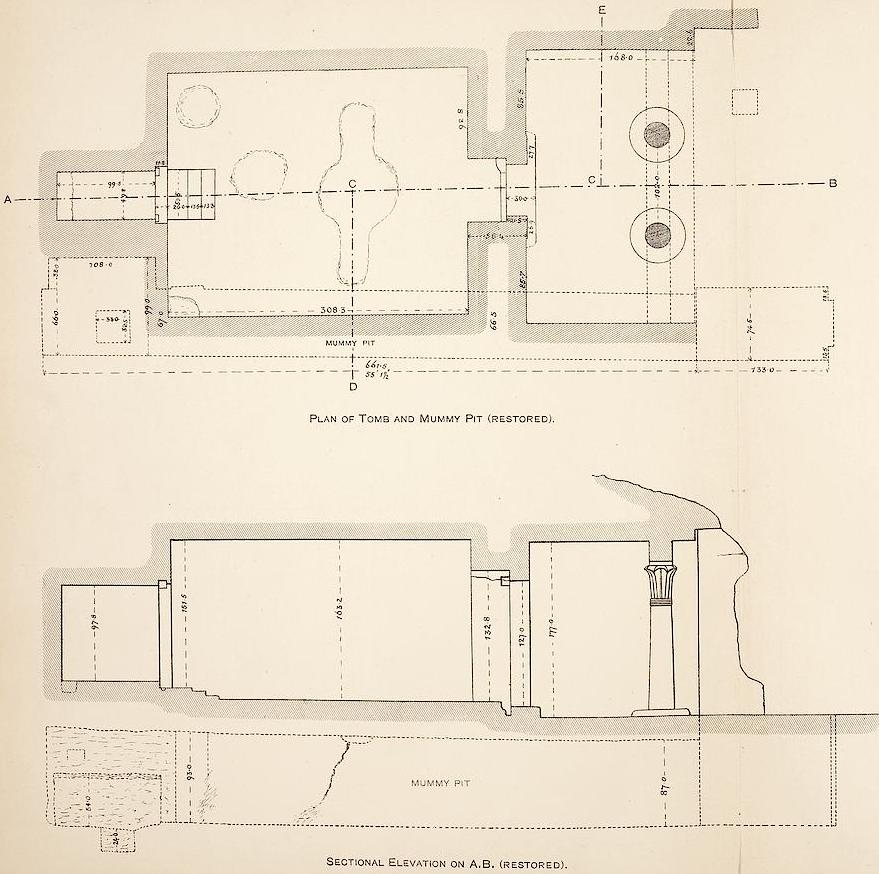
Plan du tombeau.
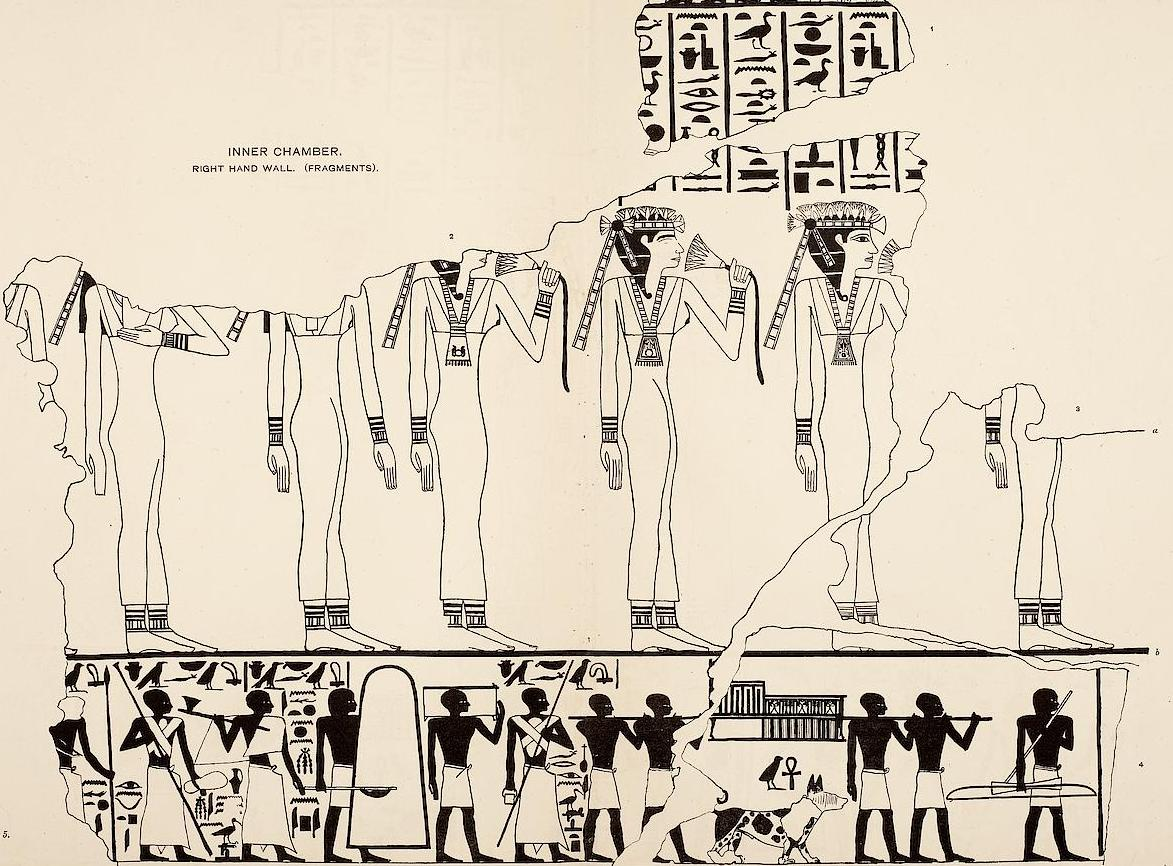
Fresque représentant les filles de Djéhoutyhotep.